# آزمایشگاه ملی اوک ریج
آزمایشگاه ملی اوک ریج (به انگلیسی: Oak Ridge National Laboratory) یک مرکز علمی فدرال در ایالت تنسی آمریکا است.
این مرکز یکی از ارکان پروژه منهتن بود.
این مرکز با بودجه سالیانه مازاد بر ۱٫۶۵ میلیارد دلار در سال، یکی از پر سابقه‌ترین موسسات علمی در تاریخ کشور آمریکا محسوب می‌شود.
این آزمایشگاه در حومه شهر ناکسویل قرار دارد و ۴۶۰۰ نفر در استخدام دارد.
دانشگاه تنسی به همراه شرکت خصوصی «باتل» این آزمایشگاه را هدایت و اداره می‌کنند.

## جستارهای پیوسته
- موسسه ملی علوم محاسباتی (آمریکا)